# Київський годинниковий завод
Київський годинниковий завод — єдине українське підприємство, що серійно займається виробництвом механічних та кварцових наручних хронографів та баштових, інтер'єрних і фасадних годинників.

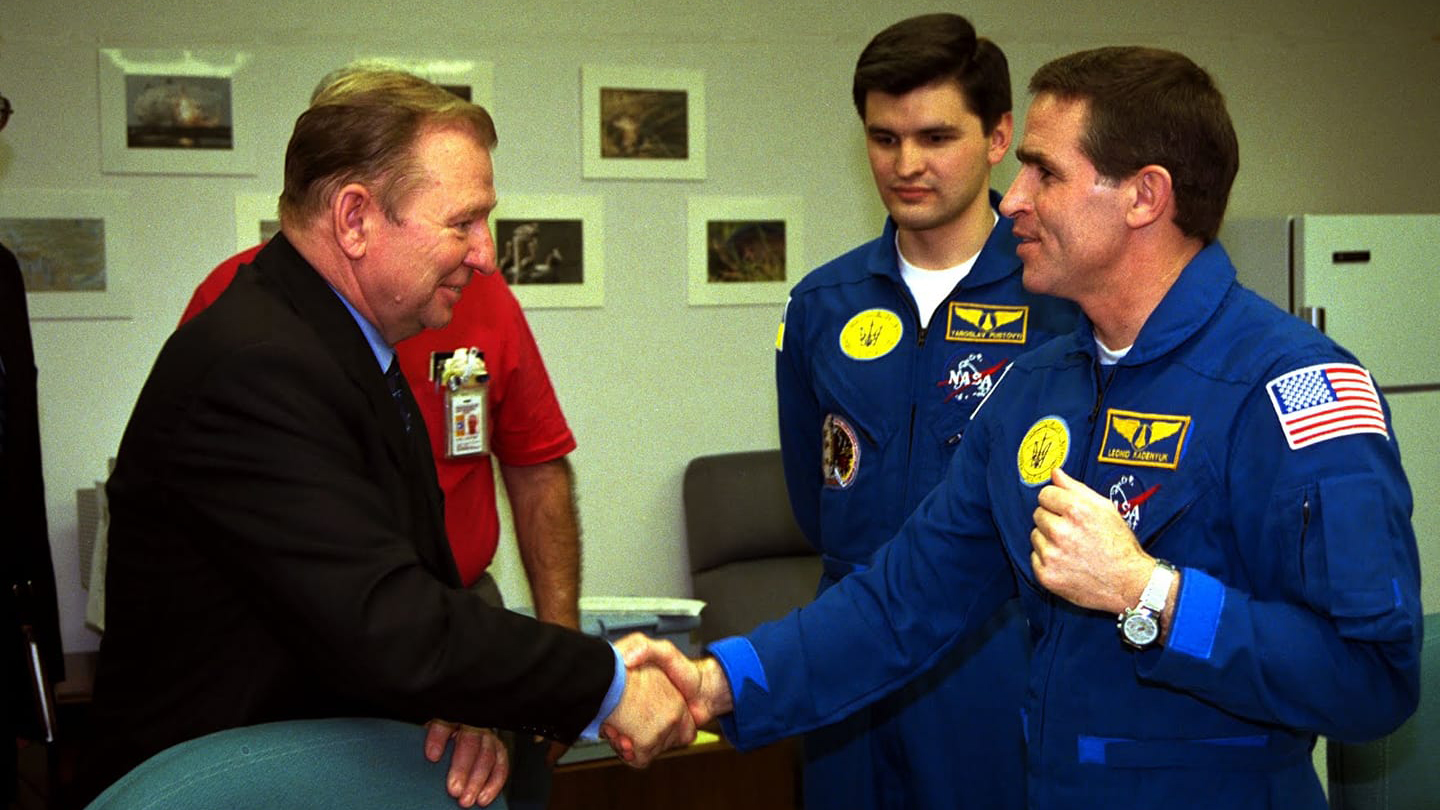
Леонід Кучма і Леонід Каденюк (1997)

## Історія

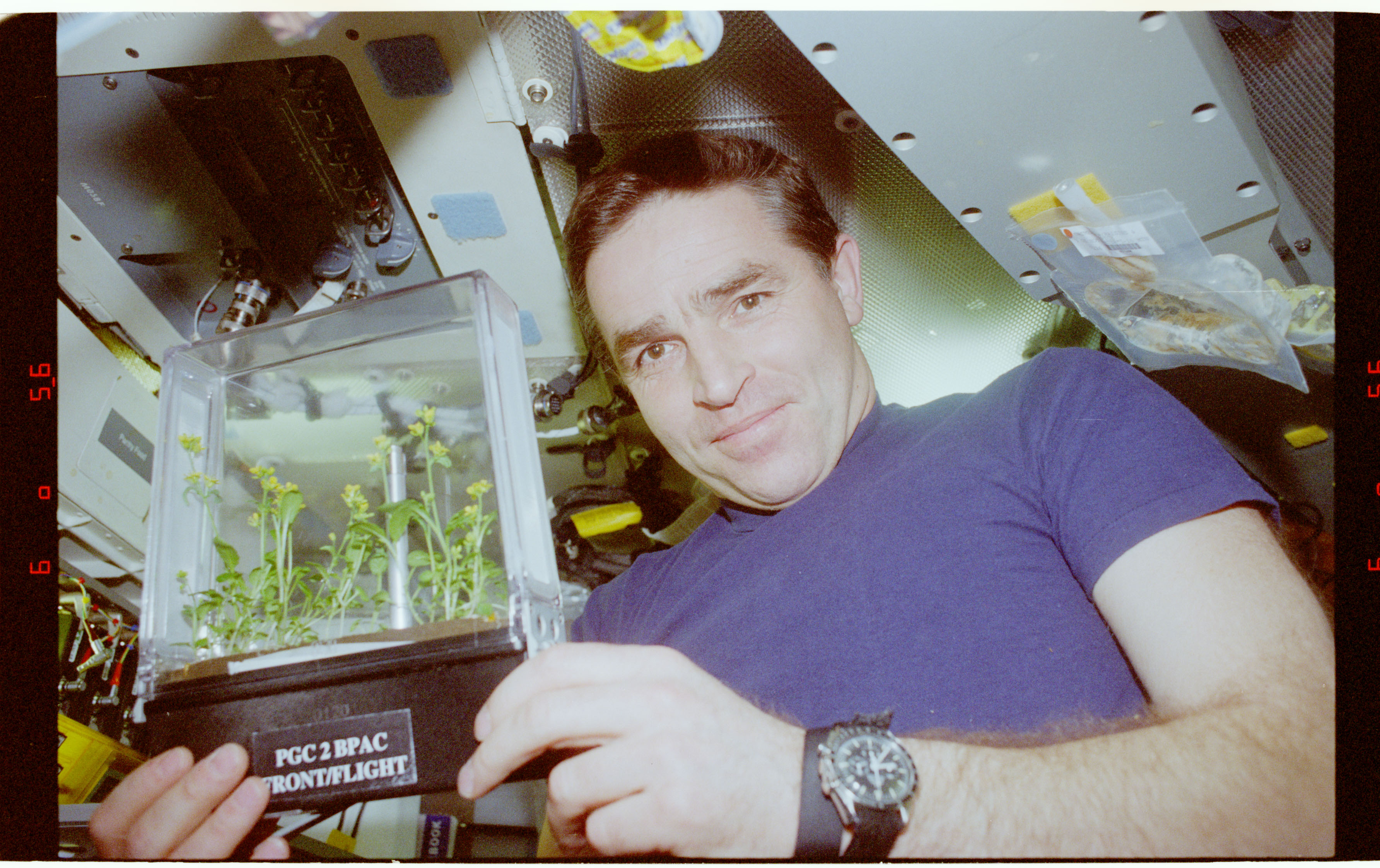
Леонід Каденюк на борту МКС (1997)

- Листопад 1997 р. — заснування Київського годинникового заводу. На підприємстві започатковане складання російських годинників «ПОЛЕТ». Виготовлення годинника присвяченого польоту першого українського космонавта Леоніда Каденюка[1] (сам Каденюк мав два хронографа «ПОЛЕТ», які видно на фото та відео відзнятих під час підготовки та виконання космічної місії STS-87[2][3][4]).
- Грудень 1999 р. — Київський годинниковий завод виготовляє більше 30 моделей російських годинників «ПОЛЕТ».
- Серпень 2002 р. — на підприємстві започатковано новий напрямок діяльності по розробці та виготовленню фасадно-баштових годинників.
- Жовтень 2002 р. — Київський годинниковий завод виконує перші корпоративні замовлення на виготовлення годинників.
- Листопад 2002 р. — презентація в «Українському домі» у Києві першої колекції годинників під українською торговою маркою «КЛЕЙНОД». Відкриття першої торгової точки у Київському ЦУМі.
- Лютий 2003 р. — запуск у серійне виробництво українських годинників «КЛЕЙНОД». Асортимент налічує приблизно 25 моделей.
- Травень 2004 р. — на виставці ЮвелірЕкспо Київський годинниковий завод вперше презентував золоті годинники «KLEYNOD GOLD».
- Серпень 2004 р. — заснування компанії-дистриб'ютора — Торгової компанії «НЬЮТОН».
- Листопад 2004 р. — КГЗ збільшив гарантію на годинники «КЛЕЙНОД» до 2 років.
- Травень 2005 р. — кількість торгових партнерів досягла 50-ти в більш ніж 30-ти містах Україні. Асортимент «КЛЕЙНОД» вже налічує більше 60 позицій.
- Липень 2006 р. — вперше в історії України КГЗ почав випуск ювілейної лімітованої серії годинників «КЛЕЙНОДИ НЕЗАЛЕЖНОСТІ».
- Травень 2007 р. — на виставці «ЮвелірЕкспоУкраїна2007» Київський годинниковий завод презентував оновлену колекцію золотих годинників KLEYNOD GOLD.
- 2007 р. — виробничі потужності Київського годинникового заводу дозволяють виробляти близько 7 тис. годинників на місяць. А середній місячний об'єм збуту становить 3-4 тисячі пар, що на 17 % більше ніж торішні показники.
- Червень 2007 р. — у Харківському ТРЦ «Караван» (вул. Героїв праці, 7) відкрився перший фірмовий магазин Київського годинникового заводу «KLEYNOD».
- Серпень 2007 рік. — українські годинники KLEYNOD вперше продаються за кордоном. Освоюються ринки Франції, Сирії, ОАЕ, Молдови, Киргизії.
- Вересень 2007 р. — кількість корпоративних клієнтів досялга однієї тисячі.
- Жовтень 2007 р. — загальна кількість годинників, виготовлених на Київському годинниковому заводі перевищила 100000. Функціонує більше 15 сервісних центрів і 100 торгових точок в різних містах України.
- Листопад 2007 р. — п'ять років торговій марці українських годинників KLEYNOD. На КГЗ виготовляється більше 100 моделей годинників KLEYNOD, в тому числі 30 моделей золотих годинників KLEYNOD GOLD.
- Листопад 2007 р. — Київський годинниковий завод святкує своє 10-річчя. Відкриваються нові напрямки діяльності: розпочинається соціальна програма Київського годинникового заводу «Національна стипендія KLEYNOD», проводиться конкурс годинникового дизайну «Сучасний український годинник».
- 2022 р. — запущено новий офіційний сайт watch.kyiv.ua[5], на який перенаправлено відвідувачів старої адреси сайту (watch.kiev.ua).

28 січня 2019, у Київському планетарії було представлено нагороду «Зірка космонавта Каденюка», а також шеврон космічної місії STS-87 та годинник виробництва Київського годинникового заводу з прапорами США та України на циферблаті з колекції музею.
У січні 2021, у газеті «Вечірній Київ» опубліковано репортаж з виробництва годинників на Київському годинниковому заводі.
Власником Товариства з обмеженою відповідальністю «Київський годинниковий завод» (код ЄДРПОУ 25277725) є громадянин України Золотарьов Олексій Борисович, розмір частки у статутному капіталі становить 100%.

## Опис
Всі годинники Kleynod складаються на базі швейцарських механізмів «Ronda» та «ETA» (раніше також на базі японських «Seiko», «Citizen», «Miyota», та російських «Полет») і мають гарантійний строк 3 роки.
Київський годинниковий завод також здійснює виробництво годинників із символікою замовника на циферблаті і гравіюванням задньої кришки. На браслетах зі шкіри є тиснення "Київський годинниковий завод".

### Бренди
- KLEYNOD
  - ANTONOV watches by KLEYNOD
  - KLEYNOD FORCES
  - EMBROIDERY by KLEYNOD
  - KLEYNOD GOLD
- POLJOT
  - POLJOT GOLD
- TIME-R
- КЛЕЙНОДИ НЕЗАЛЕЖНОСТІ (з 2006, присвячені ювілеям Незалежності України)

## Відзнаки Київського годинникового заводу

### Дипломи
- «Переможець Першої Всеукраїнської виставки-рейтингу» «Найкращий вітчизняний виробник 2002»
- «За найкращий дизайн стенда» на спеціалізованій виставці «Київ Салон Годинників 2003»
- «За найкраще представлення продукції» на V спеціалізованій виставці ювелірних виробів, годинників, коштовних прикрас та аксесуарів «Ювелір Експо Україна 2003»
- «За найкращу експозицію» на спеціалізованій виставці «Подарунок коханій — 2003»
- «За презентацію вітчизняної торгової марки годинників» на VII Міжнародній спеціалізованій виставці ювелірних виробів, годинників, коштовних прикрас та аксесуарів «Ювелір Експо Україна 2004»
- «За найкращу презентацію колекції годинників» на спеціалізованій виставці «Київ Салон Годинників 2004»
- "За участь у виставці-презентації «Український сувенір 2005» в рамках всеукраїнської виставки-конкурсу «Найкращий вітчизняний товар року»
- "За продвижение высококачественной продукции на рынок Донбасса " — спеціалізована виставка «Ювелір Експо Донецьк 2005»
- "За презентацію годинників вітчизняної торгової марки «KLEYNOD» — спеціалізована виставка"Київ Салон Годинників 2005"
- З представлення широкого асортименту продукції на VII Міжнародній спеціалізованій виставці ювелірних виробів, годинників, коштовних прикрас та аксесуарів «Ювелір Експо Україна 2005»

### Подяки
- Подяка від Міністерства освіти і науки України та Центрального оргкомітету Всеукраїнського конкурсу «Учитель року 2004»
- Подяка Золотарьову Олексію за сприяння у проведенні IV Міжнародного турніру зі спортивної гімнастики «Кубок Стели Захарової 2005»
- Почесна грамота за вагомий внесок та активну участь в організації та проведенні фінального туру Всеукраїнського конкурсу «Учитель року 2005»
- Подяка від Студентської Ради НТУУ «КПІ» за підтримку конкурсу «Королева КПІ −2006»

## Дивіться також
- Україна (годинник)